# Niemcy – Baśń Zimowa
Niemcy – Baśń Zimowa (niem. Deutschland. Ein Wintermärchen) – satyra epoki Vormärz niemieckiego poety Heinricha Heinego napisana w 1844 podczas jego podróży do Niemiec, po dwunastu latach spędzonych na emigracji w Paryżu.
Wstęp do dzieła stanowi wiersz „Pożegnania Paryża”. Autor wyjaśnia motywy swojej podróży (tęsknota za ojczyzną i pozostawioną w niej matką), żegna się z żoną i obiecuje jej szybki powrót. Właściwa część utworu składa się z dwudziestu siedmiu rozdziałów, opisujących kolejne etapy podróży, przeżycia, i marzenia senne bohatera, którym jest sam autor. Odwiedza między innymi Hamburg, Kolonię i pruską twierdzę Minden. Utwór stanowi rozliczenie Heinego ze swoją młodością i mieszczańskim światem w którym ją spędził, pisze z ironią dawnych znajomych, wykładowcach i spotkaniu z wydawcą Campem. Kilka rozdziałów jest poświęconych również postaciom z historii Niemiec, które poeta wyśmiewa i demitologizuje, co jest zdecydowanym atakiem na rodzący się nacjonalizm. Podobnie jak w licznych innych utworach niemiłosiernie wykpiwa krytyków i nieudolnych jego zdaniem niemieckich poetów schyłkowego romantyzmu. Autor nie stroni od tematów politycznych, podejmuje temat sytuacji w swojej ojczyźnie i ubolewa nad hegemonią Prus w Związku Niemieckim. „Baśń zimowa” jest uważana za największe po Atcie Trollu tego rodzaju dzieło Heinego.